# Radio y Televisión de Kosovo
Radio Televisión de Kosovo (en albanés, Radiotelevizioni i Kosovës; en serbio, Radio Televizija Kosova) es la empresa de radiodifusión pública de Kosovo.
Fue creada en 1999 por la Misión de Administración Provisional de las Naciones Unidas (UNMIK) y desde 2008 está gestionada por el gobierno de Kosovo. Mantiene dos emisoras de radio y dos canales de televisión, y su programación cubre tanto a los idiomas oficiales del país (albanés y serbio) como a las minorías lingüísticas.

## Historia

Logotipo de Radio Televisión Pristina.

Durante el tiempo que existió la República Federal Socialista de Yugoslavia, los kosovares (en aquella época una provincia autónoma de Serbia) tuvieron sus propios servicios de radiodifusión pública, integrados en la Radio Televisión Yugoslava. En 1945 se creó Radio Pristina, mientras que la televisión comenzó a emitir el 26 de noviembre de 1975. Toda la programación se emitía en albanés, serbocroata y turco.
Radio Televisión Pristina siguió funcionando hasta 1992. Con la llegada al poder de Slobodan Milošević, el gobierno de Serbia centralizó los servicios de radiodifusión de las provincias autónomas en un solo ente de nueva creación, Radio-Televizija Srbije con sede en Belgrado.
La intervención de la OTAN en la Guerra de Kosovo propició cambios en el servicio. La Misión de Administración Provisional de las Naciones Unidas en Kosovo (UNMIK) y la Organización para la Seguridad y la Cooperación en Europa (OSCE) propusieron a la Unión Europea de Radiodifusión la creación de una radiodifusora pública e independiente para la región. En septiembre de 1999 comenzaron las emisiones de "Radio y Televisión de Kosovo" (Radio Televizioni i Kosovës, RTK), con una señal de emergencia de dos horas al día. Semanas después se recuperó la antigua Radio Pristina, integrada en la nueva empresa bajo el nombre de Radio Kosova. Ese mismo año las Naciones Unidas, gracias a una donación del gobierno japonés, pusieron en marcha la emisora Radio Blue Sky, con carácter multiétnico y dirigida a la juventud.

Sede de RTK en Pristina.

En noviembre de 2000, la televisión de RTK extendió su programación a cuatro horas diarias, incluyendo informativos en serbio y en turco. Aunque los emisores quedaron muy dañados por los bombardeos de la OTAN, la señal podía sintonizarse por ondas hercianas, satélite e internet. La UNMIK sentó las bases de la radiodifusora con una regulación específica (2001/13), en la que se definió un «servicio público e independiente, dirigido por una Mesa Directiva no influenciada políticamente», así como su financiación a través de un impuesto directo que empezó a recaudarse en 2003. Además, al menos un 26% de la programación debía centrarse en las minorías étnicas del país: serbios, turcos, bosnios y romanís.
El gobierno de Kosovo asumió el control de RTK en febrero de 2008, mes en que se produjo la declaración de independencia. Durante ese tiempo se trabajó en ampliar la cobertura de la radiodifusora. Y aunque no puede ser miembro activo de la Unión Europea de Radiodifusión porque no está en la Unión Internacional de Telecomunicaciones, mantiene acuerdos con otros países para el intercambio de programas. En 2013 se creó un segundo canal de televisión dirigido a las minorías étnicas, mientras que RTK 1 asumió una oferta generalista en albanés.

## Servicios

### Radio
| Logo | Canal          | Información                                                                                                |
| ---- | -------------- | --- |
|      | Radio Kosova 1 | Emisora generalista e informativa, la mayoría de su programación es en albanés. Se puso en marcha en 1999. |
|      | Radio Kosova 2 | Emisora dirigida al público joven, con espacios musicales. Creada en 1999 como Radio Blue Sky.             |

### Televisión
| Logo | Canal | Información |
| ---- | ----- | --- |
|      | RTK 1 | Ofrece una programación generalista en albanés. Fue fundada en 1999. Es también la señal internacional del ente público. |
|      | RTK 2 | Se creó en 2013 y su programación es mayoritariamente en idioma serbio. Emite algunos espacios en lenguas minoritarias.  |
|      | RTK 3 | Canal informativo, lanzado en 2014.                                                                                      |
|      | RTK 4 | Canal de artes y cultura, lanzado en 2014.                                                                               |